# Stary Oegryniv
Stary Oegryniv (Oekraïens: Старий Угринів) is een dorp in de oblast Ivano-Frankivsk in Oekraïne. In 2001 telde Stary Oegryniv 1010 inwoners.
Stary Oegryniv is voornamelijk bekend als geboorteplaats van de Oekraïense nationalist Stepan Bandera (1909-1959).
Het dorp ligt in het rajon Kaloesj, nabij de hoofdstad Kaloesj. In de directe omgeving ligt het dorp Serednij Urhyniv, waar het tot 2018 bij hoorde. Op 9 augustus 2018 werd het deel van de nieuw opgerichte gemeente Novyzja..

## Geschiedenis

Geboortehuis van Stepan Bandera

Het dorp wordt voor het eerst schriftelijk genoemd in 1440 of 1447 (afhankelijk van de bron). In het midden van de 17e eeuw namen de dorpsbewoners deel aan de Chmelnytsky-opstand, die in deze regio met geweld werd neergeslagen.

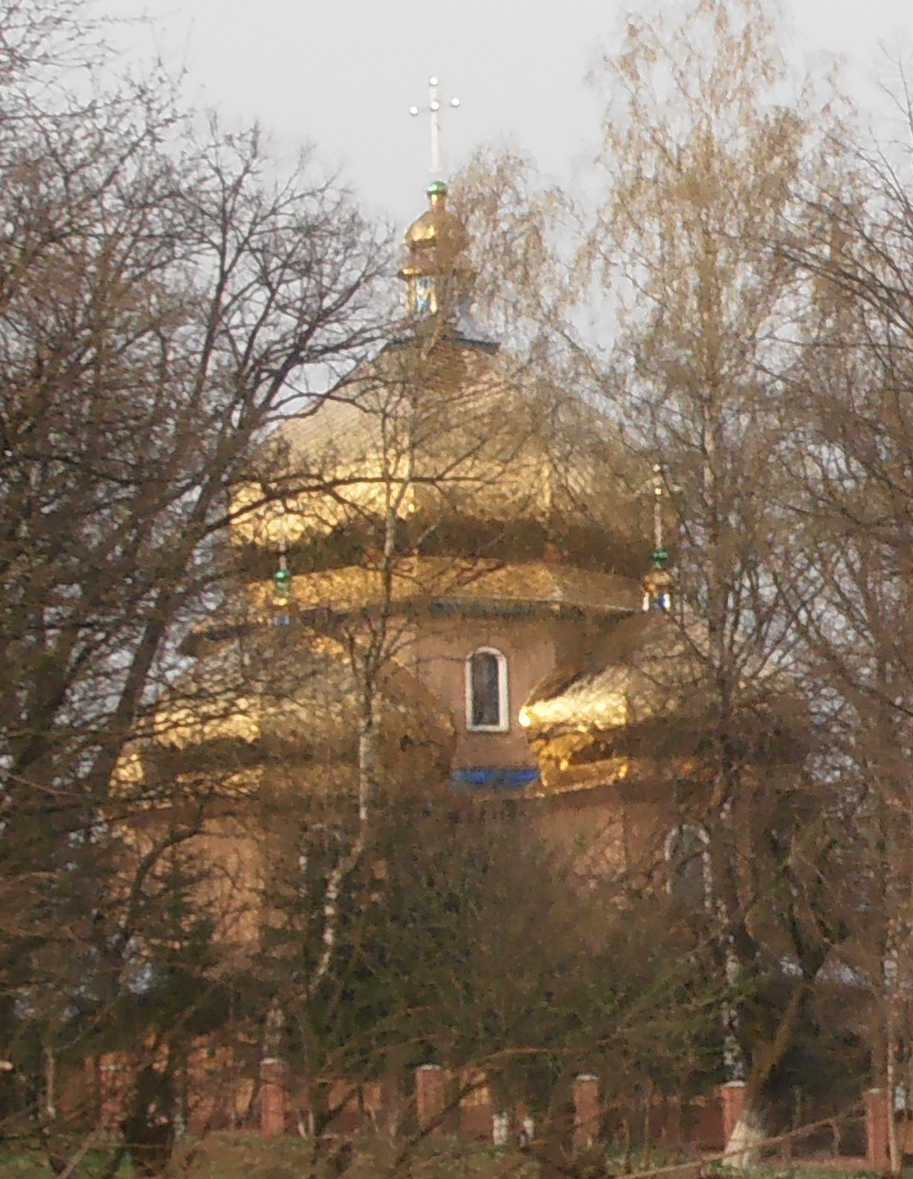
Kerk

De Kerk van de intocht van onze Heer Jezus Christus tot Jeruzalem (tempelfeest op Palmzondag), gebouwd in 1820 en herbouwd in 1924, is een monument van architectuur van lokaal belang. Het Oostenrijkse leger nam in augustus 1916 vier oude klokken in beslag, de oudste dateerde uit 1687. Na de oorlog ontvingen de Poolse autoriteiten een schadevergoeding van Oostenrijk voor de klokken, maar gaven dit geld niet over aan de dorpsgemeenschap.

## Afbeeldingen

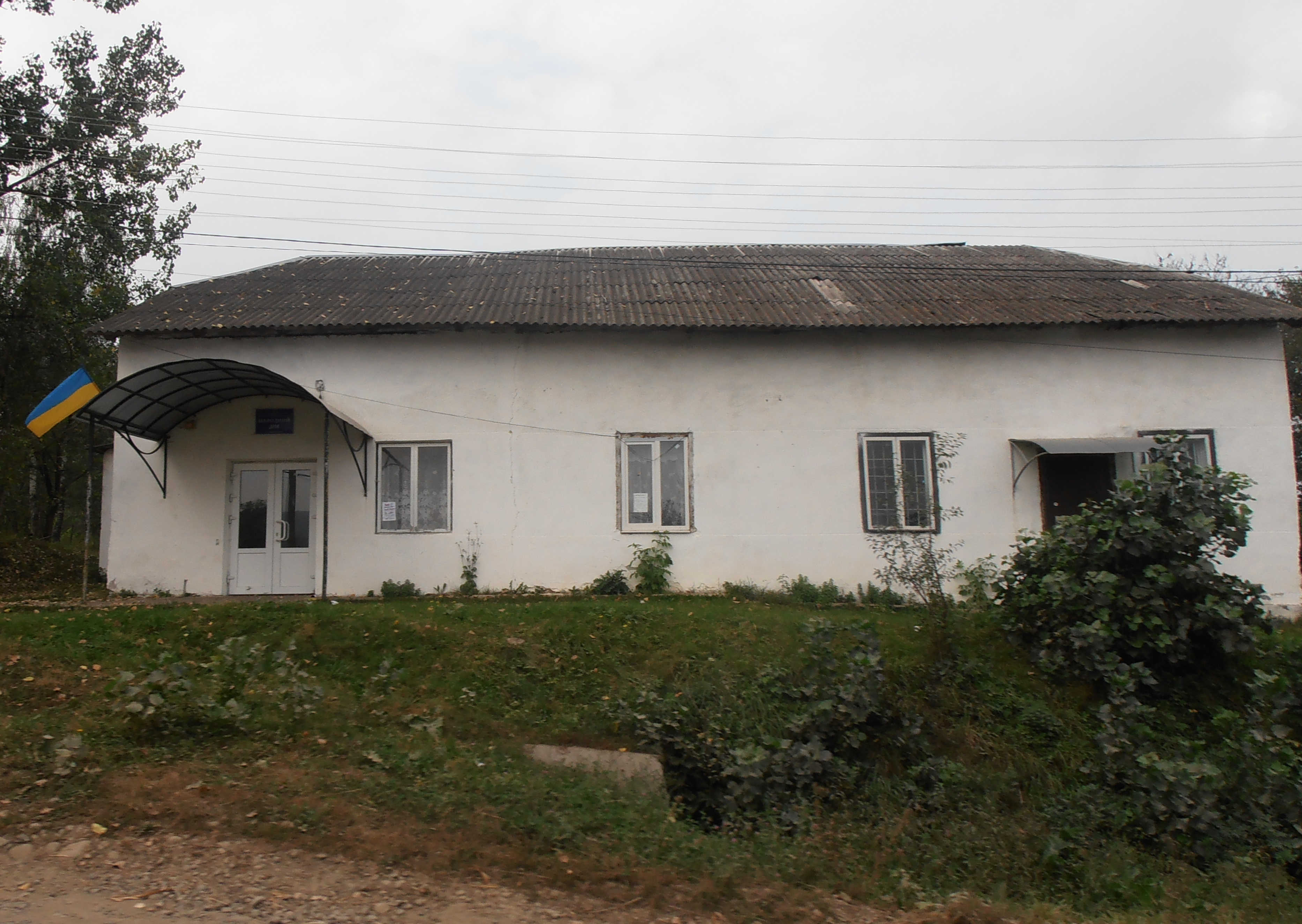
Woonhuis
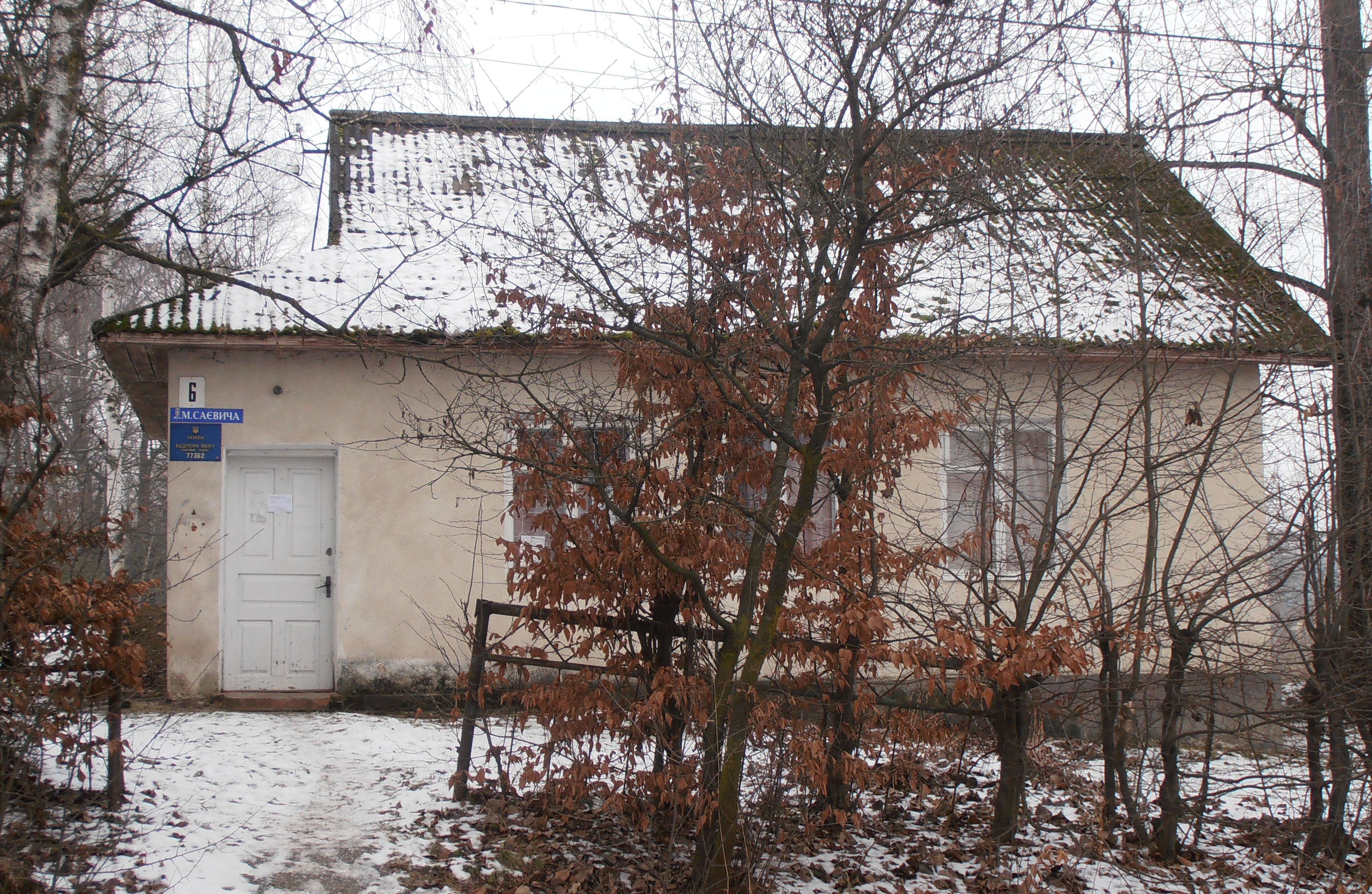
Postkantoor
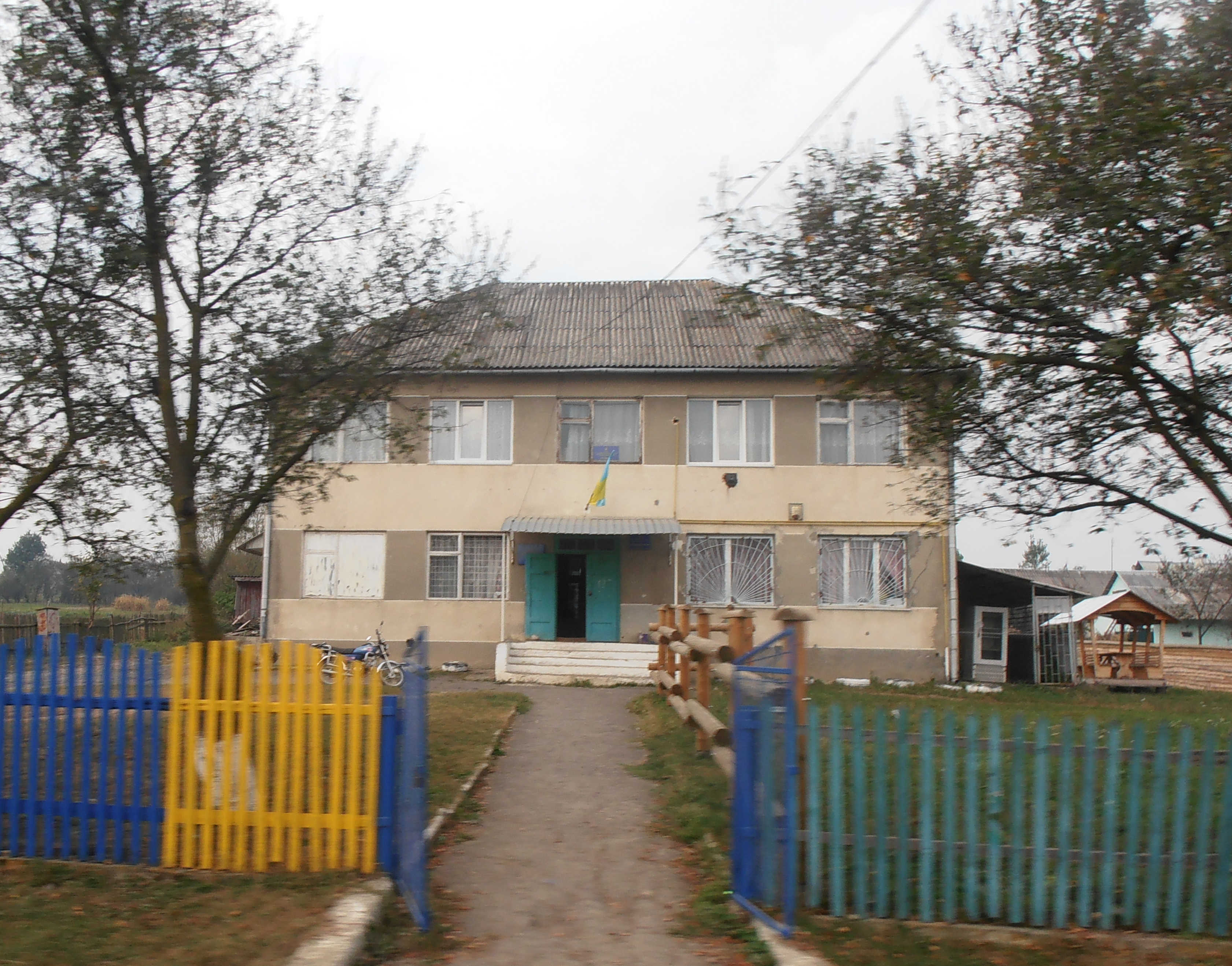
Bibliotheek
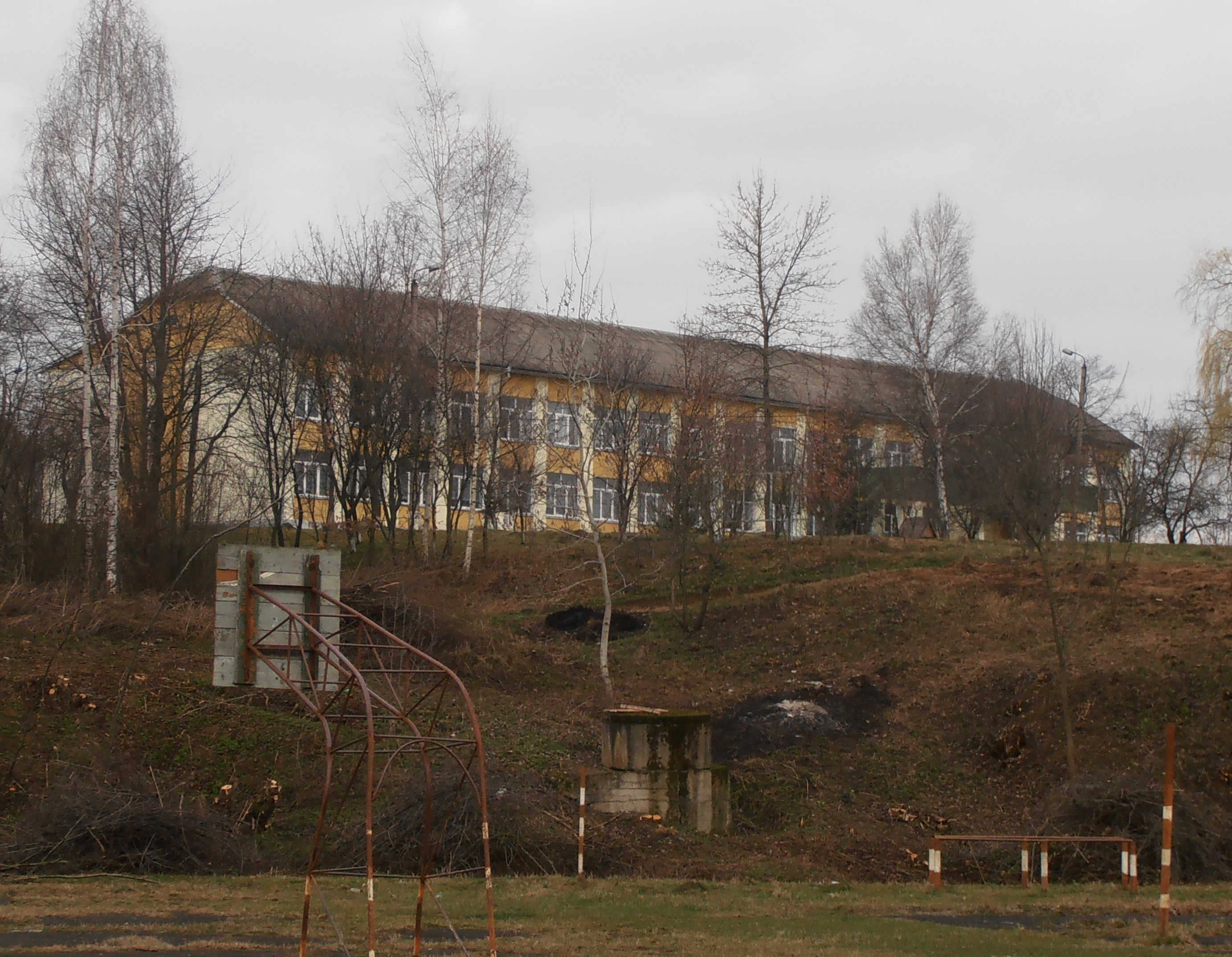
School